# Сан Мартино (Л'Аквила)
Сан Мартино (итал. San Martino) је насеље у Италији у округу Л'Аквила, региону Абруцо.
Према процени из 2011. у насељу је живело 274 становника. Насеље се налази на надморској висини од 819 м.